# Dobrudschanzi

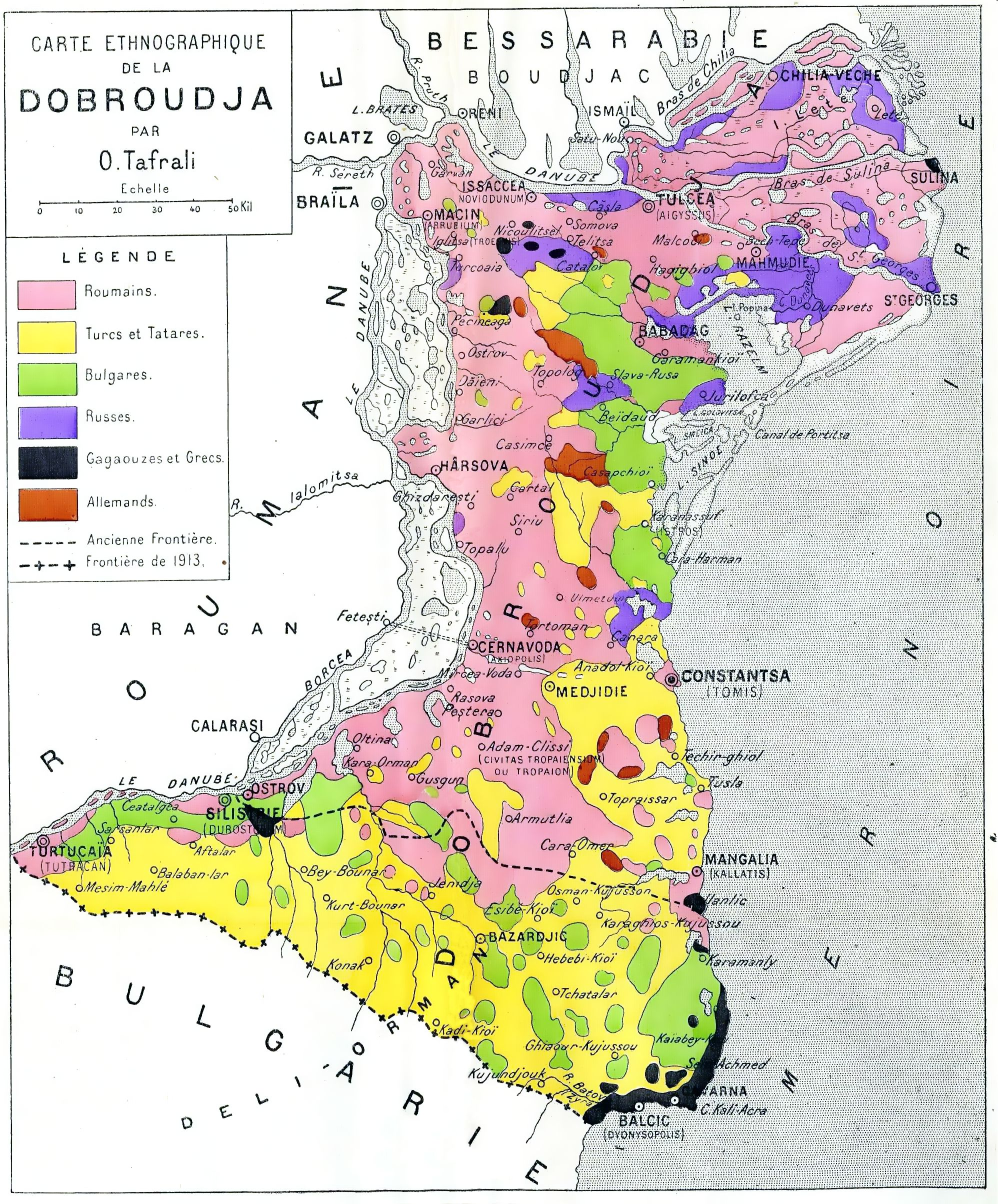
Ethnografische Karte der Dobrudscha in einer französischen Darstellung aus dem Jahr 1918

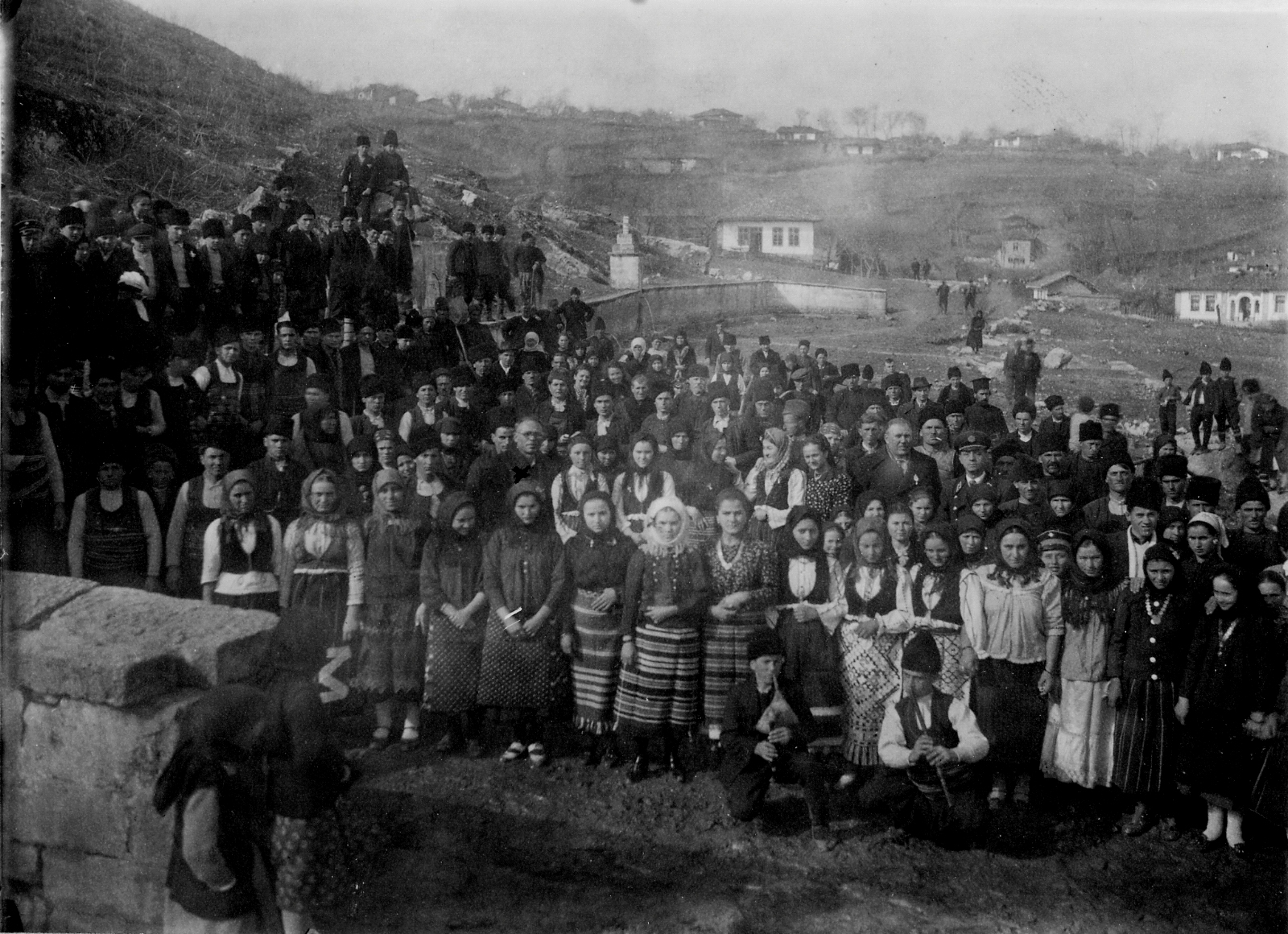
Aufnahme aus Kaynardzha, Provinz Silistra, Bulgarien, April 1941

Als Dobrudschaner, oder Dobrudschanzi (bulgarisch Добруджанци) wird die bulgarische Bevölkerung der Dobrudscha bezeichnet. Heute leben sie im Nordosten des Landes und bilden eine Untergruppe der Bulgaren.